# Ellen Swallow Richards
Ellen Swallow Richards, född 3 december 1842 i Dunstable, Massachusetts, död 30 mars 1911 i Boston, var en amerikansk kemist.
Swallow Richards var enda barnet av två lärare som även var sysselsatta med jordbruk och som handlare. Från och med året 1859 deltog hon i kurser i matematik, franska och latin. Samtidig undervisade hon yngre barn för att tjäna pengar. När hon var 25 år gammal hade hon tillräckliga pengar för att börja vid Vassar College.
Hon avslutade högskolan 1870 och startade ytterligare ett studium vid Massachusetts Institute of Technology. Där var hon den första kvinnliga studenten. Året 1875 ägde vigseln med R. H. Richards rum. Swallow Richards gav under den följande tiden hjälp till andra kvinnor som hade målet att studera. På grund av hennes omfattande kunskap fick hon av väninnor smeknamnet Ellencyclopedia.
USA:s hälsomyndighet startade 1887 en undersökning av landets vattenkvalitet. Undersökningarna utfördes i laboratorium under Swallow Richards ledning.

## Utmärkelser
Nedslagskratern Richards på planeten Venus är uppkallad efter henne.